# Hildrun Laufer

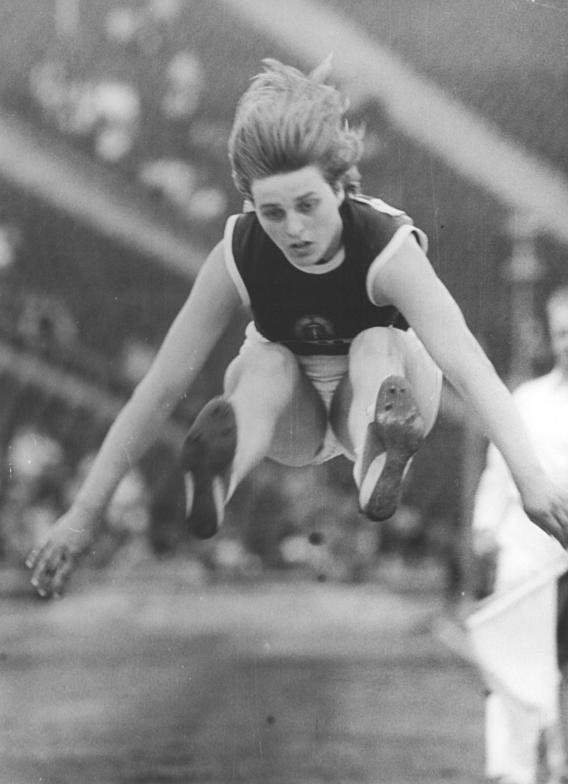
Hildrun Claus bei den DDR-Meisterschaften 1960

Hildrun Laufer (* 13. Mai 1939 in Dresden als Hildrun Claus) ist eine ehemalige deutsche Leichtathletin, die bei den Olympischen Spielen 1960 in Rom die Bronzemedaille im Weitsprung gewann (6,21 m - 6,18 - ungültig - ungültig - 6,13 - 6,11). Sie startete in der gemeinsamen deutschen Mannschaft für die DDR.
Als Leichtathletik-Talent entdeckt wurde sie in Dresden von der Olympiazweiten 1936 im Speerwurf, Luise Krüger. Mit 18 Jahren gelang ihr 1957 der erste DDR-Meistertitel (5,99 m). Bei den Ausscheidungen für die gesamtdeutsche Olympiamannschaft sprang sie am 7. August 1960 mit 6,40 m ihren ersten Weltrekord. Diesen verbesserte sie am 23. Juni 1961 beim Länderkampf der DDR gegen die RSFSR in Berlin noch einmal auf 6,42 m.
Beim Weitsprung erreichte Laufer bei den Olympischen Spielen 1960 in Rom Platz drei und erhielt die erste deutsche Medaille in dieser Disziplin. Bei den Leichtathletik-Europameisterschaften 1962 wurde sie Sechste (6,25 m). An den Olympischen Spielen 1964 in Tokio nahm sie im Weitsprung (Platz sieben, 6,24 m) und im Fünfkampf (aufgegeben nach dem ersten Tag) teil.
Hildrun Laufer gehörte dem SC Einheit Dresden an und trainierte bei Heinz Birkemeyer (1922–1991). In ihrer Wettkampfzeit war sie 1,72 m groß und wog 64 kg.
1962 heiratete sie den Stabhochspringer Peter Laufer, der 1960 ebenfalls an den Olympischen Spielen im Stabhochsprung teilnahm. 1995 erlitt sie bei einem Sportunfall eine Nervenquetschung, die sie seitdem in den Rollstuhl zwingt. Sie lebt in Gielsdorf bei Strausberg (Brandenburg) und arbeitete als Berufsschullehrerin für Garten- und Landschaftsgärtner.